# Жамбильський сільський округ (Кзилкогинський район)
Жамби́льський сільський округ (каз. Жамбыл ауылдық округі, рос. Жамбыльский сельский округ) — адміністративна одиниця у складі Кзилкогинського району Атирауської області Казахстану. Адміністративний центр — село Караколь.
Населення — 1514 осіб (2021; 1782 у 2009, 2239 у 1999, 2376 у 1989).
Станом на 1989 рік існувала Джамбульська сільська рада (села Айдин, Бескала, Каракуль). 2013 року ліквідовано село Маденієт.

## Склад
До складу округу входять такі населені пункти:
| Населений пункт  | Колишні назви | Населення, осіб (1989) | Населення, осіб (1999) | Населення, осіб (2009) | Населення, осіб (2021) |
| ---------------- | ------------- | ---------------------- | ---------------------- | ---------------------- | ---------------------- |
| Айдин, село      | -             | 188                    | 215                    | 146                    | 60                     |
| Караколь, село   | Каракуль      | 2002                   | 1670                   | 1547                   | 1454                   |
| --Маденієт, село | Бескала       | 186                    | 354                    | 89                     | -                      |